# Bébé pêcheur
Pour plus de détails, voir Fiche technique et Distribution.
Bébé pêcheur est un film muet français réalisé par Louis Feuillade sorti en 1910.

## Fiche technique
- Titre alternatif : Bébé pêche à la ligne
- Réalisation et scénario : Louis Feuillade
- Société de production : Société des Établissements L. Gaumont
- Pays de production : France
- Format : Muet - Noir et blanc - 1,33:1 - 35 mm
- Métrage : 115 m
- Genre : Comédie
- Durée : inconnue
- Date de sortie : 
  - France : 16 décembre 1910

Sources : Bifi et IMDb

## Distribution
- René Dary : Bébé (comme Clément Mary)
- Renée Carl : La mère
- Paul Manson : Le père
- Fonfon : la petite sœur
- Jeanne Saint-Bonnet : Julie, la bonne
- Nollot